# Mandilaria
La mandilaria es una uva tinta de Grecia que crece en las islas griegas. La uva es usada a menudo como un componente de mezcla, produciendo vinos oscuros con un cuerpo ligero.

## Sinónimos
La mandilaria también es conocida bajo los sinónimos amorgiano, amourguiano, armogiano, dombrena mabri, domvrena mavri, doubraina mavri, doubrena mavri, doumbrena mavri, doumpraina mavri, doympraina mavre, k'ntoura kai m'ntoura, kontoura, koudoura mavri, koundour a mavri, koundoura mavri, kountoura, kountoura mavri, kountoyro, koutoura, koyntoura, koyntoura mavre, kytoura, mandalari, mandilari, mantelaria, mantilari, mantilaria, montoyra, y tsoumpraina mavri.